# Cynanchum mariquitense
Cynanchum mariquitense är en oleanderväxtart som beskrevs av José Celestino Bruno Mutis. Cynanchum mariquitense ingår i släktet Cynanchum och familjen oleanderväxter. Inga underarter finns listade i Catalogue of Life.